# Georgi Dermendžiev
Georgi Nikolov Dermendžiev (in bulgaro Георги Николов Дерменджиев?, traslitterazione anglosassone: Georgi Dermendzhiev; Plovdiv, 4 gennaio 1955) è un allenatore di calcio ed ex calciatore bulgaro, di ruolo difensore.

## Carriera

### Club
Ha giocato con Slavia Sofia e Yantra Gabrovo.

### Allenatore
Nel 1998-1999 guida lo Spartak Plovdiv, poi diviene assistente di Ferario Spasov al Liteks Loveč, ruolo che ricopre dal 1999 al 2008, ad eccezione di brevi parentesi al Botev Plovdiv nel 2008 e allo Sliven nel 2008-2009. Nel 2010-2011 è alla guida dello Sliven, ma non riesce ad evitare la retrocessione.
Dal 2011 al 2014 è vice-allenatore del Ludogorec. Il 31 luglio 2014, dopo l'esonero di Stoycho Stoev, è promosso alla guida della prima squadra. Il 26 agosto 2014 riesce nell'impresa di portare la squadra alla fase a gironi della UEFA Champions League, diventando il secondo allenatore bulgaro a riuscirci dopo Stanimir Stoilov, alla guida del Levski Sofia nel 2006. Il 22 ottobre 2014 diviene il primo tecnico bulgato a vincere una partita della fase a gironi di Champions, grazie al successo interno ottenuto contro il Basilea. Il 31 maggio 2015 si dimette, ma il 6 novembre è richiamato dopo le deludenti gestioni di Bruno Ribeiro ed Eduard Eranosyan.
Nel 2016-2017 riesce per la seconda volta a qualificare il Ludogorec alla fase a gironi di UEFA Champions League. Si dimette il 9 agosto 2017 dopo la sconfitta nella gara che assegna la Supercoppa di Bulgaria.
Nel febbraio 2019 è nominato allenatore del Levski Sofia, ruolo ricoperto per soli due mesi, fino alla fine di aprile.
Nell'ottobre 2019 è nominato commissario tecnico della nazionale bulgara.

## Statistiche

### Statistiche da allenatore
Statistiche aggiornate all'11 maggio 2023. In grassetto le competizioni vinte.
| Stagione          | Squadra           | Campionato        | Campionato | Campionato | Campionato | Campionato | Coppe nazionali | Coppe nazionali | Coppe nazionali | Coppe nazionali | Coppe nazionali | Coppe continentali | Coppe continentali | Coppe continentali | Coppe continentali | Coppe continentali | Altre coppe | Altre coppe | Altre coppe | Altre coppe | Altre coppe | Totale | Totale | Totale | Totale | % Vittorie | Piazzamento |
| Stagione          | Squadra           | Comp              | G          | V          | N          | P          | Comp            | G               | V               | N               | P               | Comp               | G                  | V                  | N                  | P                  | Comp        | G           | V           | N           | P           | G      | V      | N      | P      | %          | Piazzamento |
| ----------------- | ----------------- | ----------------- | ---------- | ---------- | ---------- | ---------- | --------------- | --------------- | --------------- | --------------- | --------------- | ------------------ | ------------------ | ------------------ | ------------------ | ------------------ | ----------- | ----------- | ----------- | ----------- | ----------- | ------ | ------ | ------ | ------ | ---------- | ----------- |
| 1995-1996         | Spartak Plovdiv   | PFL               | 30         | 6          | 4          | 20         | CB              | 5               | 3               | 1               | 1               | -                  | -                  | -                  | -                  | -                  | Int.        | 4           | 1           | 1           | 2           | 39     | 10     | 6      | 23     | 25,64      | 16° (ret.)  |
| nov. 2008-2009    | Sliven            | PFL               | 16         | 3          | 2          | 11         | CB              | 1               | 0               | 0               | 1               | -                  | -                  | -                  | -                  | -                  | -           | -           | -           | -           | -           | 17     | 3      | 2      | 12     | 17,65      | Sub, 12°    |
| lug. 2014-2015    | Ludogorec         | PFL               | 20+10      | 14+4       | 4+4        | 2+2        | CB              | 7               | 3               | 2               | 2               | UCL                | 9                  | 2                  | 2                  | 5                  | SB          | 1           | 1           | 0           | 0           | 47     | 24     | 12     | 11     | 51,06      | 1°          |
| nov. 2015-2016    | Ludogorec         | PFL               | 21         | 15         | 3          | 3          | CB              | 0               | 0               | 0               | 0               | UCL                | -                  | -                  | -                  | -                  | SB          | -           | -           | -           | -           | 21     | 15     | 3      | 3      | 71,43      | Sub, 1°     |
| 2016-2017         | Ludogorec         | PFL               | 26+10      | 21+4       | 4+4        | 1+2        | CB              | 6               | 5               | 0               | 1               | UCL+UEL            | 12+2               | 4+0                | 5+1                | 3+1                | SB          | -           | -           | -           | -           | 56     | 34     | 14     | 8      | 60,71      | 1°          |
| lug.-ago. 2017    | Ludogorec         | PFL               | 3          | 2          | 1          | 0          | CB              | 0               | 0               | 0               | 0               | UCL                | 4                  | 2                  | 0                  | 2                  | SB          | 1           | 0           | 1           | 0           | 8      | 4      | 2      | 2      | 50,00      | Dim         |
| mar.-giu. 2018    | Ordabasy          | QPL               | 14         | 6          | 1          | 7          | CK              | 2               | 1               | 1               | 0               | -                  | -                  | -                  | -                  | -                  | -           | -           | -           | -           | -           | 16     | 7      | 2      | 7      | 43,75      | Eson        |
| feb.-apr. 2019    | Levski Sofia      | PFL               | 11         | 5          | 3          | 3          | CB              | 0               | 0               | 0               | 0               | UEL                | -                  | -                  | -                  | -                  | -           | -           | -           | -           | -           | 11     | 5      | 3      | 3      | 45,45      | Sub, Dim    |
| ott. 2023-2024    | Ludogorec         | PFL               | 7          | 6          | 0          | 1          | CB              | 2               | 2               | 0               | 0               | UECL               | 5                  | 3                  | 1                  | 1                  | SB          | 1           | 0           | 1           | 0           | 15     | 11     | 2      | 2      | 73,33      | Sub         |
| Totale Ludogorets | Totale Ludogorets | Totale Ludogorets | 74+20      | 56+8       | 11+8       | 7+4        |                 | 15              | 10              | 2               | 3               |                    | 32                 | 11                 | 9                  | 12                 |             | 3           | 1           | 2           | 0           | 144    | 86     | 32     | 26     | 59,72      |             |
| Totale carriera   | Totale carriera   | Totale carriera   | 165        | 69         | 26         | 49         |                 | 23              | 14              | 4               | 5               |                    | 32                 | 11                 | 9                  | 12                 |             | 7           | 2           | 3           | 2           | 227    | 96     | 42     | 68     | 42,29      |             |

## Palmarès

### Calciatore

#### Club
- Coppa di Bulgaria: 1

Slavia Sofia: 1980

### Allenatore

#### Competizioni nazionali
- Campionato bulgaro: 4

Ludogorec: 2014-2015, 2015-2016, 2016-2017, 2023-2024
- Supercoppa di Bulgaria: 2

Ludogorec: 2014, 2023